# Renouveau démocratique et républicain
Pour les articles homonymes, voir Renouveau démocratique.
Le Renouveau démocratique et républicain (abrégé RDR-Tchanji) est un parti politique du Niger.

## Historique
Le parti est fondé le 16 avril 2020 par l'ancien président Mahamane Ousmane.
Le président du RDR Mahamane Ousmane, se présente à élection présidentielle de 2020-2021. Il est qualifié face à 30 candidats avec 16,98 % des voix pour le second tour de l'élection. Il perd face au candidat du parti nigérien pour la démocratie et le socialisme (PNDS), Mohamed Bazoum, en récoltant 44,34 % des suffrages exprimés. Mahamane Ousmane refuse de reconnaître les résultats électoraux.

## Résultats

### Élections présidentielles
| Année     | Candidat         | 1er tour | 1er tour | 2d tour   | 2d tour | Résultat |
| Année     | Candidat         | Voix     | %        | Voix      | %       | Résultat |
| --------- | ---------------- | -------- | -------- | --------- | ------- | -------- |
| 2020-2021 | Mahamane Ousmane | 812 412  | 16,98    | 1 983 072 | 44,34   | Battu    |

### Élections législatives
| Année | Voix    | %    | Élus    | Rang | Gouvernement |
| ----- | ------- | ---- | ------- | ---- | ------------ |
| 2020  | 207 592 | 4,40 | 7 / 166 | 5e   | Opposition   |